# Fiorella Mannoia
Fiorella Mannoia est une chanteuse italienne, née le 4 avril 1954 à Rome.
Elle commence sa carrière en 1968, et se distingue dans le panorama musical italien par son timbre de voix particulier et la finesse de ses interprétations. Elle a vendu des millions de disques, a remporté quatre fois le festival de Sanremo et s’est vu attribuer deux fois le Ufficiale Premio della Critica.
Elle est en troisième position de la liste des artistes reconnus par le Club Tenco (en) et a six trophées Tenco à son actif ex aequo avec Ivano Fossati, ce qui fait d’elle la première interprète féminine parmi les vingt premières personnalités reconnues par cet organisme.
Le 2 juin 2005, elle est nommée Ufficiale dell'Ordine al merito della Repubblica italiana par le président de la République Carlo Azeglio Ciampi.
En parallèle à sa carrière de chanteuse, Fiorella Mannoia s’est prêtée à quelques expériences cinématographiques dans des comédies.

## Biographie

### Des débuts entre musique et comédie

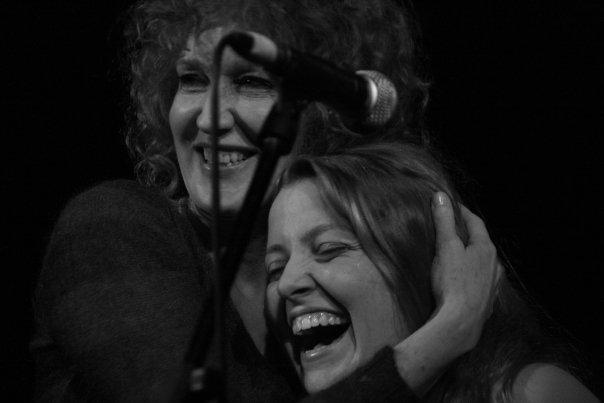
Firoella Mannoia et Noemi

Fille du cascadeur sicilien Luigi Mannoia, elle suit les pas de son père tout comme son frère, Maurizio Mannoia et sa sœur Patrizia, travaillant dans le monde du cinéma comme cascadeuse et doublure de Lucia Mannucci (en) dans le film Non cantare, spara (1968) du réalisateur Daniele D'Anza, ainsi que de Monica Vitti, et de Candice Bergen dans Les Charognards (The Hunting Party).
Au début des années 1970, elle tient des petits rôles dans quelques westerns spaghetti : en 1972 elle tourne dans Un colt dans la main du diable (Una colt in mano al diavolo), en 1973 dans ...E il terzo giorno arrivò il corvo et dans Six Tueurs pour un massacre (Sei bounty killers per una strage).
Elle arrive dans le monde de la musique en participant au Festival de Castrocaro en 1968 avec la chanson Un bimbo sul Leone d’Adriano Celentano : elle ne gagne pas mais signe un contrat avec les éditions Carish qui lui permet de sortir en l’espace de deux ans ses premiers 45 tours.
Le premier fut :  Ho saputo che partivi/Le ciliegie en 1968, suivi l’année suivante par : Gente qua gente là/Occhi negli occhi et Mi piace quel ragazzo lì/Occhi negli occhi. Avec le morceau Gente qua gente là elle participe à Un disco per l'estate 1969, mais n’atteint cependant pas la finale.

### Les années 1970
Dans les années 1970, elle rencontre Memmo Foresi et signe un contrat avec la It avec laquelle elle sort les singles Mi gira la testa/Ore sei en 1971. En 1972 elle signe avec la RCA Italiana et sort un album et un single en collaboration avec Foresi, Mannoia Foresi & co. suivi par le 45 tours Ma quale sentimento/Che cos'è.
Sous la RCA elle sort en 1974 le 2 titres Ninna nanna/Rose. En 1976 Fiorella Mannoia signe avec Dischi Ricordi et diffuse une longue série de 45 tours: en 1976 Piccolo/Che sete ho (sur la face A on trouve également le 45 tours Piccolo/More more more avec Andrea True Connection), en '77 Tu amore mio/Viva, en '78 Scaldami/Cover Girl.

### Les années 1980
En 1980 elle signe avec la CGD. Le premier jet est un duo avec Pierangelo Bertoli: le morceau, Pescatore, face A du 45 tours Pescatore/Cent'anni di meno de Bertoli; cette chanson apparaît sur l’album de Bertoli Certi momenti. En 1981 elle participe pour la première fois au Festival de Sanremo; elle y interprète Caffè nero bollente, écrite par Mimmo Cavallo et Rosario De Cola. Elle se classe en 11e position. La même année, elle participe au Festivalbar avec E muoviti un po', face A du 45 tours E muoviti un po'/Vigliacca notte nera.
En 1983 elle revient au Festivalbar avec Torneranno gli angeli, face B du dernier 45 tours diffuser en collaboration avec CGD Il posto delle viole/Torneranno gli angeli et elle sort l'album omonimo, qui verra l’enregistrement d’une deuxième version l’année suivante.
En 1984 elle signe avec la compagnie Ariston Records, la même année elle reparticipe au Festival di Sanremo avec Come si cambia, écrite par Maurizio Piccoli et Renato Pareti, elle se hisse à la 14e position. Le morceau est sur la face A du 45 tours Come si cambia/Fai piano. La même année elle sort le 45 tours Ogni volta che vedo il mare/Chiara. Cette année-là, elle gagne le prix Premiatissima et sort, en mars 1985, l'album de reprises Premiatissima.
Elle fait le Festivalbar 1985 avec le titre L'aiuola et se place 2e. La chanson est la face A du 45 tours L'aiuola/Canto e vivo et se trouve dans le LP Momento delicato, titre tiré du morceau homonyme du LP. En 1986 elle participe à nouveau au Festivalbar avec Sorvolando Eilat, tiré du LP Fiorella Mannoia.
En 1987 elle signe un contrat discographique avec la DDD et participe au 37e Festival de Sanremo avec Quello che le donne non dicono, écrit par Enrico Ruggeri et Luigi Schiavone; la chanson est classée 8e et remporte le prix de la critique. Ce titre se trouve sur le 45 tours Quello che le donne non dicono/Ti ruberò. En 1987 Fiorella Mannoia sort la compilation Tre anni di successi.
En 1988 elle prend part au 38e Festival de Sanremo avec Le notti di maggio, écrit par Ivano Fossati chanson qui donne à Fiorella Mannoia à la 10e place et gagne le premier prix de la critique. Cette chanson se trouve sur le 45 tours Le notti di maggio/Fino a fermarmi. Cette année-là, l’artiste remporte le prix Un disco per l'estate avec le titre Il tempo non torna più, sorti sous forme de single Il tempo non torna più/Le notti di maggio. En 1988 elle sort l'album Canzoni per parlare.
En 1989 elle sort le 45 tours Cuore di cane/Oh che sarà et l'album Di terra e di vento.

### Les années 1990
En 1990 elle sort le 45 tours La giostra della memoria/Lunaspina, et  les deux compilations Canto e vivo et Basta innamorarsi ainsi que son premier EP La giostra della memoria. En 1991 s’ensuit une compilation mêlant les morceaux de Fiorella Mannoia et Ornella Vanoni intitulée Così cantiamo l'amore.
En 1992 sort le single Cuore di cane ainsi que l'album I treni a vapore d’où sont extraits les titres I venti del cuore et Il cielo d'Irlanda. Toujours en 92 elle sort la compilation Come si cambia '77-'87. Le 18 novembre 1993 sort l'album Le canzoni d’où est extrait la chanson Ascolta l'infinito. Le 20 octobre 1994 sort l'album Gente comune, avec les titres L'altra madre et Crazy Boy.
Suivent alors 3 compilations : Le origini en 1996, Il meglio le 29 septembre 1997 qui fait également partie de la collection Emozioni & parole, et I grandi successi sorti le 25 février 1998. Le 16 juin 1998  l'album Belle speranze est édité et contient les 4 singles : Non sono un cantautore, Il fiume e la nebbia, Al fratello che non ho et Belle speranze.
En 1998 sort une compilation mêlant les titres de Fiorella Mannoia et Carla Bissi (nom de scène Alice) intitulée I primi passi. Le 14 janvier 1999 sort son premier album live, Certe piccole voci, un double CD qui sera disque de platine avec quelque 200.000 exemplaires écoulés. De cet album sera extrait le titre Sally, reprise de Vasco Rossi.

### Les années 2000
En 2000 Fiorella Mannoia est conviée au 50e Festival di Sanremo en tant qu’invitée exceptionnelle et elle interprète en live Il pescatore et Oh che sarà.
Annonçant le titre homonyme, le 1er février 2001 sort l'album Fragile, double disque de platine avec 200.000 copies vendues : écrit en grande partie par le producteur Piero Fabrizi, il comprend encore un morceau d’Ivano Fossati (Fotogramma), un duo inedit avec Francesco De Gregori (à qui on doit L'uccisione di Babbo Natale) et deux reprises : Come mi vuoi ? de Paolo Conte, et une nouvelle version plus aboutie de Il pescatore de Fabrizio De André.
Le 22 novembre 2002 sort In tour, double album live enregistré avec Francesco De Gregori, Pino Daniele et Ron. L'album sera disque de platine avec 160 000 copies écoulées.
En 2003, elle revient au cinéma après trente ans, prenant part à la comédie sentimentale du réalisateur Ambrogio Lo Giudice : Prima dammi un bacio.
Le 9 janvier 2004 elle sort le titre Metti in circolo il tuo amore/Señor, morceau pionnier ouvrant le chemin à l'album live Concerti; de cet album sont extraits les titres Señor eMessico et nuvole. Toujours en 2004 sort le DVD Due anni di concerti, et la même année, en plus, elle diffuse une chanson n’apparaissant dans aucun album : si tratta di L'amore....
Le 2 juin 2005 elle est nommée Ufficiale dell'Ordine al merito della Repubblica italiana par le président de la République Carlo Azeglio Ciampi. Ce 2 juin elle participe également au Live 8 Roma, tournant du côté du Circo Massimo de Roma, produisant trois titres: Sally, Clandestino e Mio fratello che guardi il mondo. Le 30 novembre 2005 sort le DVD Live in Roma 2005 qui est accompagné du livre de Fiorella Mannoia Biografia di una voce.
Le 10 novembre 2006 sort Onda tropicale, qui fait suite au titre Cravo e canela sorti en février de la même année, avec la participation de Milton Nascimento. Le disque est un hommage à la musique populaire brésilienne incluant des duos avec Gilberto Gil, Chico Buarque, Carlinhos Brown, Chico César, Djavan, Lenine, Jorge Benjor et Adriana Calcanhotto, ainsi que Milton Nascimento sus-cité. Le single extrait de cet album est Senza un frammento, en collaboration avec Djavan.

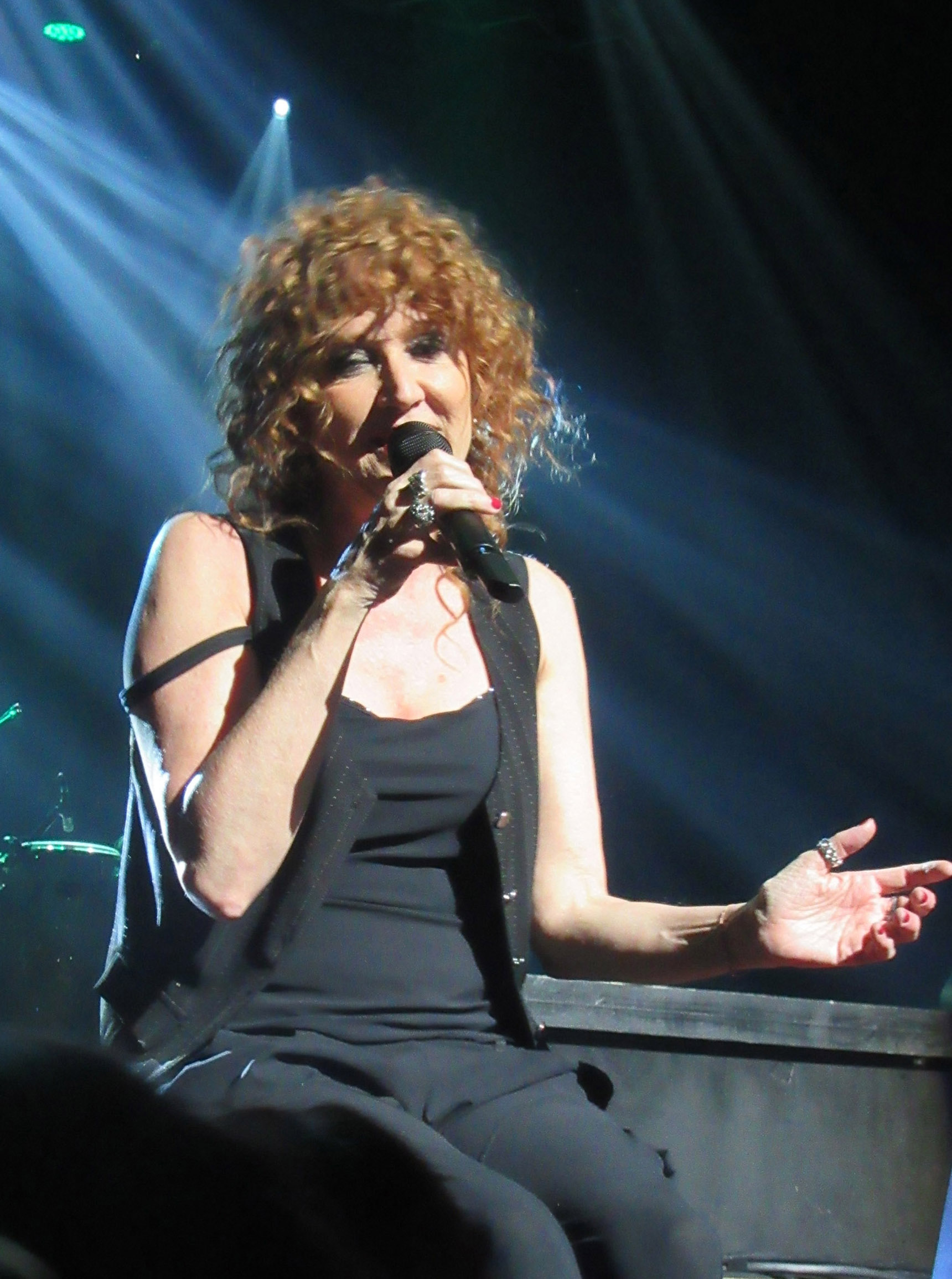
Firoella Mannoia durant un concert au Théâtre Ponchielli de Crémone, le 11 decembre 2017.

Le 31 juillet 2007, lors du double concert événement qui eut lieu au Castella di Isola di Capo Rizzuto, en compagnie de Gilberto Gil, elle reçoit le "Riccio d'Argento" de la XXIe édition des "Fatti di Musica", la revue des meilleurs live italiens chapeauté par Ruggero Pegna.
Le 10 novembre 2007, elle édite le double recueil Canzoni nel tempo, annonçant la réinterprétation inédite de Dio è morto, dont suivra – toujours comme single – la sortie d’une seconde célébrissime reprise : Io che amo solo te.

### Vie privée
Elle reste très discrète sur sa vie privée. Dans les années soixante-dix quatre-vingts, elle est en couple avec l’auteur compositeur Memmo Foresi qui est également son producteur. Depuis une vingtaine d’année, elle vit avec Piero Fabrizi.

## Tessiture et style
Fiorella Mannoia a une voix facilement reconnaissable qu’on peut ranger dans le registre vocal des contralto. Depuis ses débuts elle a toujours été identifiée comme ayant une voix pour chanson d’auteur s’adressant plus spécifiquement aux interprètes masculins.
Lors de ses collaborations avec d’autres artistes féminines, elle choisit des chanteuses dont la voix rejoint son registre de contralto, on se souvient notamment de Paola Turci ou Noemi. Plus que des rapports professionnels, elle développa avec cette dernière une profonde amitié après avoir déclaré qu’elle lui faisait penser à elle-même jeune.

## Philanthropie
Fiorella Mannoia s’est toujours impliquée dans les causes sociales notamment à travers l’association Emergency, de plus en 2006 elle gagne le Prix Sympathie : l'Oscar Capitolino de la solidarité. Fiorella Mannoia a souvent participé à des concerts de solidarité seule ou avec d’autres artistes telles que Noemi et Paola Turci.
Le 21 juin 2009 Fiorella participe en qualité de marraine aux côtés de Laura Pausini, Gianna Nannini, Elisa et Giorgia, au concert Amiche per l'Abruzzo, qui se tint au Stade San Siro de Milano, en soutien aux victimes des tremblements de terre. Le 28 mai 2010 sort la chanson Donna d'Onna, interprété par les quatre artistes précédemment citées qui introduit le double DVD Amiche per l'Abruzzo sorti le 22 juin 2010, un an après le concert.
En outre en 2011 elle monte sur scène avec les garçons des rues, groupe de danseurs brésiliens du projet Fondazione Axé – dont l’action vise à venir en aide aux enfants et adolescents qui vivent dans des conditions difficiles au Brésil (action axée sur les arts et la culture), à laquelle la chanteuse est très attachée. Le 22 septembre 2012 elle prend part à Italia Loves Emilia, concert dont les bénéfices seront versés en faveur des populations de la région d’Émilie durement touchées par les tremblements de terre. S’en suivra un album Italia Loves Emilia - Il concerto (CD + DVD) sorti le 27 novembre la même année; l'album suit la sortie du single A muso duro le 13 novembre 2012.
Le 24 septembre 2013 Sony Music sort la compilation Pink Is Good à laquelle Fiorella Mannoia participe avec la chanson Ho imparato a sognare dont les recettes seront reversées Fondazione Umberto Veronesi pour financer la recherche contre le cancer du sein.

## Implication politique
Pour les élections « elezioni politiche italiane del 2013 » elle a soutenu la liste Rivoluzione civile d’ Antonio Ingroia. Le 18 janvier 2013 elle lit un texte dans "Leader" sur la Rai3 écrit de sa main "La mia rivoluzione" en appui à la liste de Ingroia. D’ailleurs sa chanson "Io non ho paura" est devenu l’hymne de la campagne électorale de ce mouvement. Cependant Ingroia ne réussira pas à entrer au parlement.
En mars à la suite des élections, elle adhère au projet "Riparte il futuro" et signe une pétition qui a pour effet de faire renforcer la loi anti-corruption en modifiant la norme sur les échanges électoraux politico-mafioso (416 ter) dans la limite des premiers 100 jours d’activité parlementaire. Elle participe aux deux éditions du 'Concerto del Primo Maggio di Taranto' – Si tu as des droits, tu n’as pas de chantage – et est reçue au Comité des citoyens et travailleurs libres et libre penseurs « Comitato dei Cittadini e Lavoratori Liberi e Pensanti » et appuie fortement cette cause. À la suite de sa participation à la première édition la chanteuse écrit sur son compte facebook  ‘Taranto libre, Merci du fond du cœur’ ('Taranto Libera. Grazie dal profondo del cuore'), qui atteste de ce lien profond avec les gens de Taranto qui s’est encore renforcé durant ces évènements.

## Filmographie

### Comme actrice
- 1972 : Une corde à l'aube (Il magnifico west) de Gianni Crea : Mary
- 1972 :  Un colt dans la main du diable (Una colt in mano al diavolo) de Gianfranco Baldanello : Grace Scott
- 1973 : ...E il terzo giorno arrivò il corvo de Gianni Crea : Sally Kennedy
- 1973 : Six Tueurs pour un massacre (Sei bounty killers per una strage) de Franco Lattanzi : Rossella
- 2016 : 7 minuti de Michele Placido : Ornella

### Comme cascadeuse
- 1968 : Non cantare, spara, de Daniele D'Anza : pour Lucia Mannucci (en)
- 1971 : Les Charognards (The Hunting Party) de Don Medford : pour Candice Bergen

## Discographie

### Album studio
- 1972 - Mannoia Foresi & co. (RCA Italiana)
- 1983 - Fiorella Mannoia (CGD)
- 1985 - Premiatissima (Ariston Records)
- 1985 - Momento delicato (Ariston Records)
- 1986 - Fiorella Mannoia (Ariston Records)
- 1988 - Canzoni per parlare (DDD Records/CBS)
- 1989 - Di terra e di vento (Epic Records/CBS)
- 1992 - I treni a vapore (Epic Records/CBS)
- 1993 - Le canzoni (Harpo Records/Sony BMG)
- 1994 - Gente comune (Harpo/Sony Music Italia)
- 1998 - Belle speranze (Harpo/Sony Music Italia)
- 2001 - Fragile (Durlindana/Sony)
- 2006 - Onda tropicale (Durlindana/Sony BMG)
- 2008 - Il movimento del dare (Durlindana/Sony Music)
- 2009 - Ho imparato a sognare (Oyà/Sony Music)
- 2012 - Sud (Oyà/Sony Music)
- 2013 - A te, album tributo a Lucio Dalla (Oyà/Sony Music)
- 2013 - A te (Nuova Edizione), album tributo a Lucio Dalla (con 5 brani in più) (Oyà/Sony Music)
- 2016 - Combattente (Oyà/Sony Music)
- 2019 - Personale (Oyà/Sony Music)
- 2020 - Padroni di niente (Sony Music)
- 2024 - Disobbedire

### Album live
- 1999 - Certe piccole voci (Harpo/Sony Music)
- 2002 - In tour (Blue Drag/Sony Music)
- 2004 - Concerti (Durlindana/Sony Music)
- 2010 - Il tempo e l'armonia (Oyà/Sony Music)
- 2012 - Sud il tour (Oyà/Sony Music)

### Recueils
- 1984 - Fiorella Mannoia (CGD)
- 1987 - Tre anni di successi (Durium Records)
- 1990 - Canto e vivo (Dischi Ricordi)
- 1990 - Basta innamorarsi (Dischi Ricordi)
- 1991 - Così cantiamo l'amore (Dischi Ricordi)
- 1992 - Come si cambia '77-'87 (Dischi Ricordi)
- 1996 - Le origini (Dischi Ricordi)
- 1997 - Il meglio (Dischi Ricordi/Sony BMG)
- 1998 - I primi passi (On Sale Music)
- 2001 - I grandi successi originali (Sony BMG)
- 2001 - I miti (Sony Music Italia)
- 2007 - Canzoni nel tempo (Durlindana/Sony BMG)
- 2009 - Gli album originali (Sony Music)
- 2010 - Capolavori (Sony Music)
- 2014 - Fiorella (Oyà/Sony Music)

### EP
1990 - La giostra della memoria (Epic Records/CBS)

## Collaborations
- Pescatore avec Pierangelo Bertoli
- Se rinasco avec Mario Lavezzi et Loredana Bertè
- Un giorno un mese un anno avec Umberto Bindi
- Quello che le donne non dicono avec Enrico Ruggeri
- Quartiere avec Luca Barbarossa
- Oh che sarà avec Ivano Fossati
- Alì Zazà avec Massimo Bubola
- Valzer avec Teresa De Sio
- L'uccisione di Babbo Natale avec Francesco De Gregori
- Offeso avec Niccolò Fabi
- Momento Delicato avec Mario Lavezzi
- Canzoni e momenti - Cravo e canela avec Milton Nascimento
- A felicidade avec Adriana Calcanhotto
- 13 di maggio avec Caetano Veloso
- Kabula lè lè avec Carlinhos Brown
- Dois irmãos avec Chico Buarque de Holanda
- Mamà Africa avec Chico César
- Senza un frammento avec Djavan
- Un grande abbraccio avec Gilberto Gil
- Mas que nada avec Jorge Ben Jor
- Vivo! avec Lenine
- Senza Paura avec Ornella Vanoni
- Il re di chi ama troppo avec Tiziano Ferro
- Il movimento del dare avec Franco Battiato
- Il Gigante avec Rio
- Il deserto avec Bungaro
- Lunaspina avec Paola Turci
- Il cielo d'Irlanda avec Noemi
- Come si cambia avec Noemi
- Quello che le donne non dicono avec Noemi
- L'amore si odia avec Noemi
- L'amore si odia (acustic version) avec Noemi